# Cinacanthus militaris
Cinacanthus militaris är en skalbaggsart som beskrevs av Leconte 1858. Cinacanthus militaris ingår i släktet Cinacanthus och familjen Aphodiidae. Inga underarter finns listade i Catalogue of Life.